# کارلو فورنو
کارلو فورنو (انگلیسی: Carlo Furno؛ ۲ دسامبر ۱۹۲۱ – ۹ دسامبر ۲۰۱۵) کاردینال اهل ایتالیا بود.